# Mreža životinjske raznovrsnosti
Mreža životinjske raznovrsnosti (engl. Animal Diversity Web - ADW) naziv je za onlajn bazu podataka u kojoj su sakupljeni podaci o prirodnoj istoriji, klasifikaciji, karakteristikama vrsta, konzervacionoj biologiji, i distribuciji hiljada životinjskih vrsta. Ovaj resurs sadrži hiljade fotografija, stotine medijskih isečaka, i virtualni muzej.
ADW je kreirao Filip Majers, profesor biologije na univerzitetu Mičigena 1995. godine.

## Spoljašnje veze
- Animal Diversity Web